# Der Staatsanwalt hat das Wort: Der illegale Projektant
Der illegale Projektant ist ein deutscher Fernsehfilm von Vera Loebner aus dem Jahr 1972. Das kriminologische Fernsehspiel erschien als 24. Folge der Filmreihe Der Staatsanwalt hat das Wort.

## Handlung
In diesem Fall geht es um gesetzwidrige und verantwortungslose Handlungen bei der Projektierung von Investbauten. Gerade auf diesem Gebiet – bedingt auch durch mangelnde Projektierungskapazität – ist eine Vielzahl von Betrügereien und anderen Gesetzesverstößen aufgedeckt worden. Markgraf übernimmt als privater Projektant Konstruktionsaufträge, ohne über die dafür erforderliche Qualifikation zu verfügen. Durch fehlerhafte statische Berechnungen kommt es zum Einsturz einer Dachkonstruktion. Zwei Arbeiter werden tödlich verletzt und es entsteht ein erheblicher volkswirtschaftlicher Schaden. Ursache für die Katastrophe ist die mangelnde Qualifikation des Täters und seine von Bereicherungsstreben diktierte Verantwortungslosigkeit.

## Produktion
Der illegale Projektant entstand 1972  im Zuständigkeitsbereich des DDR-Fernsehens, Bereich Unterhaltende Dramatik – HA: Reihenproduktion, Abt. „Der Staatsanwalt hat das Wort“.
 Szenenbild schuf Heinz-Helmut Bruder und Barbara Wiens; Kostüm: Christel Richter; Dramaturgie: Käthe Riemann; Kommentare: Peter Przybylski.